# ییونو
ییونو (به چکی: Jivno) یک منطقهٔ مسکونی در جمهوری چک است که در شهرستان چسکه بودیوویتسه واقع شده‌است. ییونو ۶٫۲۸ کیلومتر مربع مساحت و ۲۳۲ نفر جمعیت دارد و ۵۵۴ متر بالاتر از سطح دریا واقع شده‌است.